# Vale of Clwyd
Vale of Clwyd är en dal i Storbritannien.   Den ligger i riksdelen Wales, i den södra delen av landet, 290 km nordväst om huvudstaden London.